# Sopor Aeternus & The Ensemble of Shadows
Sopor Aeternus & The Ensemble of Shadows (ou simplesmente Sopor Aeternus) é uma banda alemã de dark wave neoclássico. A sua sonoridade traz influências da música medieval sombria e do eletro-gótico alemão da década de 1980, bem como um forte apelo instrumental.

## História
A postura fechada da vocalista escolhendo pelo anonimato, a recusa de se apresentar ao vivo, e a escassez de informações tornou praticamente impossível separar a verdade da mera especulação quanto à sua origem. Sabe-se que Anna-Varney Cantodea frequentou por algum tempo a casa noturna Negativ, em Frankfurt, onde conheceu duas pessoas que foram atraídas por suas críticas sobre uma banda que se apresentava. As conversas que apontavam para a necessidade de renovação na cena musical foi o que gerou um esboço inicial do que viria a ser Sopor Aeternus.
Os primeiros lançamentos da banda se deram entre 89 e 92 com três fitas de demonstração: "Es reiten die Toten so schnell", "Rufus on my lips" e "Till time and times are done". A ênfase na morte e nos mortos-vivos atraiu para a série o nome de "Undead Trilogy", "trilogia dos mortos-vivos" em tradução livre.
Mas foi o ano de 95 que marcou a história da banda. Apresentada na coletânea "vampírica" "What Sweet Music They Make" de distribuição mundial, com a canção "The Feast Of Blood", o trabalho passou a ser reconhecido mundialmente.
No mesmo ano, Varney participou da compilação "Jekura - Deep the Eternal Forest" com quatro faixas: duas canções do "White Onyx Elephant", projeto instrumental paralelo ao Sopor Aeternus e dois covers do Black Sabbath, "A National Acrobat" e "Paranoid", publicadas com seus nomes invertidos e acentuados de forma estranha. Ainda no ano de 95 foram lançados os álbuns "Todeswunsch – Sous le soleil de Saturne" e o EP "Ehjeh Ascher Ehjeh" limitado. Iniciou-se assim a carreira da banda, intensificando-se os trabalhos a partir de 97, estando atualmente no seu 16º álbum, fora as reedições e participações em coletâneas.

## A melodia e evolução musical
O som conta com uma vasta gama de instrumentos, que vai de efeitos eletrônicos até sinos. O mais frequente são diversos instrumentos de sopro, além de variados tipos de guitarras (acústicas ou eletrônicas) e percussão. Sua vocalista já demonstrou ser capaz de cantar com vozes masculinas e femininas. O diferencial está na sua acentuada gravidade fúnebre, com vozes que variam de um tom provocativo a lamúrias. A banda ao longo de seus álbuns vem migrando de uma linha electrogoth para o instrumental. 

## A temática
Os temas das músicas incluem a morte, a sexualidade da vocalista, religiosidade pagãs, suicídio, sadismo entre outros. Contudo, a morte tem papel fundamental na obra. A banda, que é formada apenas por  Anna-Varney Cantodea, que canta e compõe todas as músicas, chamava-se inicialmente apenas Sopor Aeternus. "The Ensemble of Shadows" foi adicionado posteriormente, segundo a própria Varney, como um tributo à influência dos descarnados sobre seu trabalho.
A obsessão pela morte está no nome da banda desde o início – "sopor aeternus", significa "sono eterno" em latim – e pode também ser percebida em várias de suas músicas, "Es reiten die Toten so schnell", por exemplo, foi baseada em um verso de "Lenore", de "Gottfried August Bürger" – citada no "Drácula de Bram Stoker" –, que significa "porque os mortos cavalgam rápido". A música "Dark Delight", dedicada ao "Fantasma de Montparnasse", que, dizia-se, assombrava o cemitério Père Lachaise em Paris, teve uma versão ao vivo incluída na reedição do primeiro álbum da banda, contrariando declarações de que a banda não se apresentava ao vivo. A música, porém, foi executada e gravada sem plateia, conforme informado no encarte do álbum. Mais um tributo a influência dos descarnados sobre seu trabalho.
Seguindo de perto a temática da morte, as canções da banda abordam de forma intimista e pessoal os  conflitos da vocalista com sua sexualidade . Seu nome é segredo, sendo "Anna-Varney Cantodea" um pseudônimo. Em suas fotografias Varney predominantemente aparece nua. Sua área genital é trabalhada em computador, frequentemente figurando uma vagina, ou simplesmente ausência de órgãos genitais.
Correram boatos de que teria nascido intersexual. Sabe-se atualmente que isso não é verdade. Anna-Varney foi designada ao sexo masculino no nascimento, e disse a revista alemã de metal Witchcraft que o motivo de ser trabalhada em computador, ao invés de realizar a transição física, está relacionado a conflitos espirituais decorrentes do procedimento.
De todos os álbuns, Voyager - Jugglers de Jusa e Traveller espiral inexperienced" são os que abordam de forma mais clara e intensa a transsexualidade e seus conflitos em passagens  como,
"I saw my image reflected, while my genitals were rotting off"
("Vi minha imagem refletida, enquanto meus órgãos genitais estavam apodrecendo." )
e "I wish I cut my genitals and threw them to the dogs"
("Eu queria cortar meus genitais e atirá-los aos cachorros" ).

## Discografia

### Demos
- Es reiten die Toten so schnell… (2003)
- Rufus (1992)
- Till Time and Times Are Done (1992)

Somente a primeira demo foi lançada.

### Álbuns de Estúdio
- …Ich töte mich jedesmal aufs Neue, doch ich bin unsterblich, und ich erstehe wieder auf; in einer Vision der Untergangs… (1994)
- Todeswunsch - Sous le soleil de Saturne (1995)
- The inexperienced Spiral Traveller (aus dem Schoß der Hölle ward geboren die Totensonne) (1997)
- Dead Lovers' Sarabande (Face One) (1999)
- Dead Lovers' Sarabande (Face Two) (1999)
- Songs from the inverted Womb (2000)
- Es reiten die Toten so schnell ou The Vampyre sucking at his own Vein (2003)
- La Chambre D'Echo - Where the dead Birds sing (2004)
- Les Fleurs du Mal - Die Blumen des Bösen (2007)
- A Triptychon of Ghosts (Part Two) - Have You Seen This Ghost? (2011)
- Children of the Corn (2011)
- Poetica - all beauty sleeps (2013)
- Mitternacht (2014)
- The Spiral Scrifice (2018)
- Death & Flamingos (2019)
- Island of the Dead (2020)
- Alone At Sam's - An Evening With... (2023)

### Filmografia
- Around The Kurb' (em torno de Kurb)  (2013) Trilha Musical: What Has Happened While We Slept.

### EPs e Álbuns Remixados
- Ehjeh Ascher Ehjeh (1995)
- Voyager - The Jugglers of Jusa (1997)
- Flowers in Formaldehyde (2004)
- Sanatorium Altrosa (Musical Therapy for spiritual Dysfunction) (2008)
- A Triptychon of Ghosts (Part One) - A Strange Thing to/2 say (2010)
- A Triptychon of Ghosts (Part Three) - Children of the Corn (2011)

### Singles
- The Goat / The Bells have stopped ringing (2005)
- In der Palästra (2007)
- Imhotep (2011)

### Outros Lançamentos
- Jekura - Deep the Eternal Forest (1995)
- Nenia C'alladhan (2002)
- Like a Corpse standing in Desperation (2005)
- Like a Corpse standing in Desperation - Part 4 (2009)